# مهمانان (فیلم ۲۰۰۳)
«مهمانان» (انگلیسی: Visitors (2003 film)) فیلمی در ژانر ترسناک و مهیج است که در سال ۲۰۰۳ منتشر شد. از بازیگران آن می‌توان به رادا میشل و سوزانا یورک اشاره کرد.